# Fara v Činěvsi
Fara se nachází v obci Činěves v okresu Nymburk. Stojí v bezprostřední blízkosti tamějšího kostela svatého Václava. Prostory dnes slouží obecní knihovně a jako ubytování. Od 4. října 1994 je kulturní památkou.

## Historie a popis
Barokní fara byla v Činěvsi postavena roku 1749 poděbradským vikariátem. Jedná se o solitérně stojící jednopodlažní objekt, krytý valbovou střechou a v průčelí o sedmi okenních osách. Interiéry v přízemí, kde se dříve nacházela kuchyně, jsou klenuty, prostory v patře jsou plochostropé se štukovou výzdobou. Objekt prošel úpravami během 19. století a v roce 1939. K památkově chráněnému areálu patří i chlévy a špýchar. Vnější plášť chlévů prošel roku 2019 rekonstrukcí. Společně tvoří hodnotný areál venkovské fary s hospodářským zázemím.
Dnes v objektu bývalé fary sídlí obecní knihovna založená v roce 1920. Fara byla roku 2010 kompletně zrekonstruována. Část prostor je nabízena jako rekreační ubytování k pronájmu . Objekt dále slouží jako komunitní centrum. V roce 2024 došlo k celkové výměně oken.